# タマミクリ
タマミクリ（Sparganium glomeratum）はガマ科ミクリ属の植物。

## 分布
北半球の北部に広く分布する。日本では、北海道と本州中部以北の河川、水路、湖沼などに生息する。

## 形態、生態
多年生の水生植物であり、環境によって抽水植物、浮葉植物、沈水植物のいずれの形態もとる可塑性を持つ。